# Chacombe
Chacombe – wieś w Anglii, w hrabstwie Northamptonshire, w dystrykcie (unitary authority) West Northamptonshire. Leży 31 km na południowy zachód od miasta Northampton i 103 km na północny zachód od Londynu. W 2001 miejscowość liczyła 659 mieszkańców.